# Charles Eschard
Charles Eschard, né à Caen le 1er mars 1744 et mort à Paris le 1er février 1820, est un peintre, dessinateur et graveur français.

## Biographie
Charles Eschard reçut les premières notions de son art auprès de son père Charles-Antoine Eschard, peintre originaire de Paris, puis à l’École des beaux-arts de Rouen dirigée par Jean-Baptiste Descamps. Il alla ensuite passer quelques années en Hollande, où il étudia les chefs-d’œuvre des maîtres flamands. De retour en France, il se fit connaître en exposant au Louvre une Vue de Marseille : Joute et fête sur l'eau, une Vue du port de Harlem. En 1798, il exposa encore une Vue du Mont-Blanc et une Vue de Hollande aux environs de Groningue. Un autre tableau du même genre, représentant la Vue d’un canal se prolongeant autour d’une ville de Hollande, fut donné par son auteur au musée de Rouen. Il fut agréé par l'Académie royale de peinture et de sculpture en 1783.
Charles Eschard qui, selon quelques connaisseurs, avait un pinceau correct et spirituel dans la touche et agréable dans le coloris, a aussi gravé à l’eau-forte un certain nombre de sujets très recherchés des amateurs. Ces gravures représentent, pour la plupart, des Bergers, des Gueux, des Grippe-sous, des Pêcheurs.

## Œuvres
- Halte militaire, Musée barrois[2]
- Marine en Hollande, Musée des beaux-arts de Rouen[3]
- Vente de poisson sur une plage, Musée des beaux-arts de Rouen[4]
- Vue d’un canal se prolongeant autour d’une ville de Hollande, Musée des beaux-arts de Rouen
- Vue de Marseille : Joute et fête sur l'eau
- Vue du port de Harlem
- Vue du Mont-Blanc
- Vue de Hollande aux environs de Groningue
- Paysan se rendant au travail, dessin préparatoire, Musée Magnin, Dijon[5]
- Le repos des paysans, dessin préparatoire, Musée Magnin, Dijon[6]
- De nombreuses œuvres (peinture, dessins, gouaches et gravures) au musée des Beaux-Arts de Caen[7]